# Visconde de Ervideira
Visconde de Ervideira é um título nobiliárquico criado por D. Luís I de Portugal, por Decreto de 11 de Março e Carta de 30 de Abril de 1886, em favor de José Perdigão de Carvalho, depois 1.º Conde de Ervideira.
Titulares
1. José Perdigão de Carvalho, 1.º Visconde de Ervideira e 1.º Conde de Ervideira.